# جامع علها (سقطرى)
جامع علها هو مسجد تاريخي في جزيرة سقطرى باليمن، بني الجامع على نفقة سلطان السلطنة المهرية حمد بن عبد الله بن عفرار سنة 1367 هجرية.

## التصميم
بني الجامع باستخدام الحجارة والطين والأسمنت وطليت الجدران بمادة النورة، وللجامع بيت للصلاة وصحن مكشوف وملحق في يستخدم في التدريس، وتقع مئذنة المسجد في الجهة الشمالية من الجامع وتتكون من ثلاثة أدوار، بينما سقف المسجد بالأخشاب ويعتقد أنها جلبت من إفريقيا.

## تاريخ
- 1367 هجرية بناء جامع علها.[1]
- 1972 انهيار اجزء من الجامع بسبب الأمطار الغزيرة.[1]
- 1972 إعادة بناء الجامع على نفقة الشيخة ذهب بنت علي زوجة السلطان حمد بن عفرار.[2]
- 2006 توقف الصلاة في الجامع ونقل الصلاة إلى المسجد الجديد.[2]